# South Harting
South Harting es una localidad situada en el distrito de Chichester, en Sussex Occidental, Inglaterra. Según el censo de 2021, tiene una población de 800 habitantes.